# Godina trojice papa
Godina trojice papa ili ljeto trojice papa najčešće se odnosi na 1978. godinu kada je Kardinalski zbor zbog smrti pape bio prisiljen u kratkom vremenu dva puta sastati se na konklavama. Te godine  Katoličku crkvu vodila su trojica različitih papi. Papa Pavao VI. umro je 6. kolovoza, a nasljedio ga je Ivan Pavao I., koji je za papu izabran 26. kolovoza, a umro je 28. rujna nakon samo 33 dana pontifikata. Njegova smrt rezultirala je izborom  Ivana Pavla II za papu (16. listopada).
Bilo je nekoliko situacija kada je tri ili više papa vodilo Crkvu tijekom iste godine. Godine u kojima su trojica različitih papa bili na čelu Crkve:
- 827., Eugen II. — Valentin — Grgur IV.
- 896., Formoz — Bonifacije VI. — Stjepan VI.
- 897., Stjepan VI. —  Roman — Teodor II.
- 928., Ivan X. — Lav VI. — Stjepan VII.
- 965., Lav VIII. — Benedikt V. — Ivan XIII.
- 1003., Silvestar II. — Ivan XVII. — Ivan XVIII.
- 1187., Urban III. — Grgur VIII. — Klement III.
- 1503., Aleksandar VI. — Pio III. — Julije II.
- 1555., Julije III. — Marcel II. — Pavao IV.
- 1590., Siksto V. — Urban VII. — Grgur XIV.
- 1605., Klement VIII. — Lav XI. — Pavao V.
- 1978., Pavao VI. — Ivan Pavao I. — Ivan Pavao II.

U povijesti je zabilježena i jedna godina unutar koje su čak četvorica papa vodila Crkvu (Godina četvorice papa):
- 1276., Grgur X. — Inocent V. — Hadrijan V. — Ivan XXI.